# Учите са Нодијем
Учите са Нодијем је британско-америчка рачунарски генерисана цртана серија. Направљена је по цртаној серији из 2002. - Ноди, насталој по књигама Инид Блајтон о Нодију. Служи да децу на забаван начин и уз омиљене цртане ликове научи страном језику, у српској синхронизацији енглеском. Свака епизода се састоји од подсећања дешавања једне од епизода Нодија и учењу одабране речи из те епизоде на енглеском језику. У оригиналу се од 2008. у Србији, Црној Гори и Босни и Херцеговини приказивала на Хепи ТВ, а затим и на Минимакс ТВ у Србији, Црној Гори, Босни и Херцеговини и Македонији на српском језику. Синхронизацију је радила Хепи ТВ. Уводна шпица није синхронизована.

## Главни ликови
- Лако је робот, који има улогу "учитеља" енглеског језика. Пушта реч на енглеском преко свог звучника, притиском на дугме, а затим је преводи. Увек је са Нодијем и преко њега учи децу енглеском језику.
- Ноди је дрвени дечак који живи у Граду Играчака. Иако је описан као дете, са дечјим особина и страховима, такође је и главни таксиста Града Играчака. Често се уваљује у невоље, због свог детињастог понашања, али му његови пријатељи увек помогну у превазилажењу свих проблема.

## Споредни ликови
- Ушко је мудри, брадати патуљак, који носи плави капут, панталоне са зеленим пругама, гномске ципеле и дугу црвену капу, живи у Мрачној Шуми. Он је очевска фигура за Нодија и остале играчке, увек им помаже око проблема својом мудрошћу. Његова узречица је "Ти смешни мали Ноди".
- Меца Теси је Нодијева најбоља другарица, увек спремна да помогне сваком кога види. Носи розе-белу сукњу и розе шешир са плавим цветићима. Живи у розе кући у Граду Играчака са псом Чупком, њеним вреним љубимцем.
- Чупко је Меца Тесин љубимац, који стално скаче и изазива невоље, мада понекад и спаси дан.
- Лукави и Гобо су зли гоблини, који увек праве невоље становницима Града Играчака. Живе у Мрачној Шуми.
- Господин Гегави је полицајац Града Играчака. Увек са собом носи звиждаљку и говори "Стој у име закона!". Заводи ред у граду и спречава да Лукави и Гобо праве невоље.
- Господин Искра је мајстор Земље Играчака. Узречица му је "Изазов?... Свиђа ми се!". Добар је пријатељ и увек је спреман да помогне.
- Маца Роза је власница посластичарнице. Права је дама, прича са француским нагласком и не трпи глупости, па ни своје.
- Луткица Дина је тамнопута лутка, власница тезге. Њена тезга, иако мала, има све што би становницима Града Играчака затребало. Представљена је као фигура старије сестре и помаже играчкама да ураде праву ствар.
- Меца Трба је несташни плишани меда. Носи лептир-машну, качкет и фармерке. Дружи се са Нодијем и мајмуницом Мартом.
- Мајмуница Марта је плишана мајмуница. Њена нарав је чини аутсајдером у Земљи Играчака. Жели да буде свачији пријатељ, али је њено понашање често спречава у томе. Дружи се са Нодијем и Меца Трбом.
- Господин Џамбо је пријатељски плишани слон. Користи своју величину да помогне другима, посебно Мишу Миши, његовом најбољем пријатељу.
- Миш Миша је миш на навијање и најбољи пријатељ господина Џамба. Има комплексе у вези са својом величином, али му Ноди и господин Џамбо помажу да их преброди.
- Господин Климави је играчка са куглом као подлогом. Веома је постиђен својом трапавошћу, коју изазива климање, посебно када му се ругају.
- Кловн на навијање је играчка кловн, који прваи шашаве трикове. Стоји на своје две руке, јер су му ноге спојене, као у морског лава.
- Кегле су породица играчака кегли, које више од свега воле да буду оборене, обично од стране пса Чупка или лоптица скочица. Госпођа Кегла је обично виђена у Граду Играчака, покушавајући да држи кеглице на оку.
- Харви и Сесилија су бубе, дискриминисане због своје величине. Обично су виђене како прелазе улицу.
- Лоптица Малена је део велике породице лоптица скочица, која обично привлачи пажњу својим скакањем када посети Град Играчака. Малена, иако је најмања у породици лоптица, је позната као најбољи скакач Земље Играчака.
- Нодијев аутић је такси Земље Играчака. Слуша Нодија и одговара са "Бип! Бип!". Иако му иначе треба возач, понекад се и сам креће, посебно када је Нодију потребна помоћ.

## Улоге
| Име лика          | Име глумца          |
| ----------------- | ------------------- |
| Лако              | Лако Николић        |
| Ноди              | Ана Маљевић         |
| Ушко              | Лако Николић        |
| Меца Теси         | Владислава Ђорђевић |
| Лукавко (Лукави)  | Ана Маљевић         |
| Гобо              | Иван Зарић          |
| Господин Гегави   | Бојан Жировић       |
| Господин Искра    | Лако Николић        |
| Маца Роза         | Дијана Маројевић    |
| Луткица Дина      | Владислава Ђорђевић |
| Меца Трба         | Владислава Ђорђевић |
| Мајмуница Марта   | Бојана Маљевић      |
| Господин Џамбо    | Иван Зарић          |
| Миш Миша          | Дијана Маројевић    |
| Господин Климави  | Бојан Жировић       |
| Кловн на навијање | Иван Зарић          |
| Госпођа Кегла     | Дијана Маројевић    |
| Господин Искра    | Лако Николић        |